# Olisbeoideae
Olisbeoideae je potporodica melastomovki, porodice iz reda mirtolike (Myrtales). Sastoji se od šest rodova raširenih po tropskoj Americi, Africi, Aziji i Australiji
Potporodica je opisana 1835., a ime je dobila po rodu Olisbea DC., sinonoim za Mouriri.

## Opis
Olisbeoideae su pantropska skupina koja se sastoji od šest rodova i 557 trenutno priznatih vrsta. Članovi ove potporodice su grmovi ili malo do srednje veliko drveće koje se uglavnom nalazi u podzemlju vlažnih, vazdazelenih šuma. Dva najveća roda, Memecylon i Mouriri, razlikuju se od ostalih melastoma po tome što očito imaju lišće s 1 živcem. Druge neobične značajke ove "memeciloidne" skupine uključuju opći nedostatak indumentuma, prisutnost dorzalne uljne žlijezde na spojevima prašnika (naknadno izgubljene kod određenih vrsta ili skupina vrsta) i bobičaste plodove s 1 do nekoliko velikih sjemenki.

## Rodovi
1. Votomita Aubl. (10 spp.)
2. Mouriri Aubl. (90 spp.)
3. Lijndenia Zoll. & Moritzi (17 spp.)
4. Spathandra Guill. & Perr. (1 sp.)
5. Warneckea Gilg (49 spp.)
6. Memecylon L. (376 spp.)